# Passiflora ernestii
Passiflora ernestii är en passionsblomsväxtart som beskrevs av Hermann August Theodor Harms. Passiflora ernestii ingår i släktet passionsblommor, och familjen passionsblomsväxter. Inga underarter finns listade i Catalogue of Life.